# Triqueballe
 (septembre 2012).
Si vous disposez d'ouvrages ou d'articles de référence ou si vous connaissez des sites web de qualité traitant du thème abordé ici, merci de compléter l'article en donnant les références utiles à sa vérifiabilité et en les liant à la section « Notes et références ».

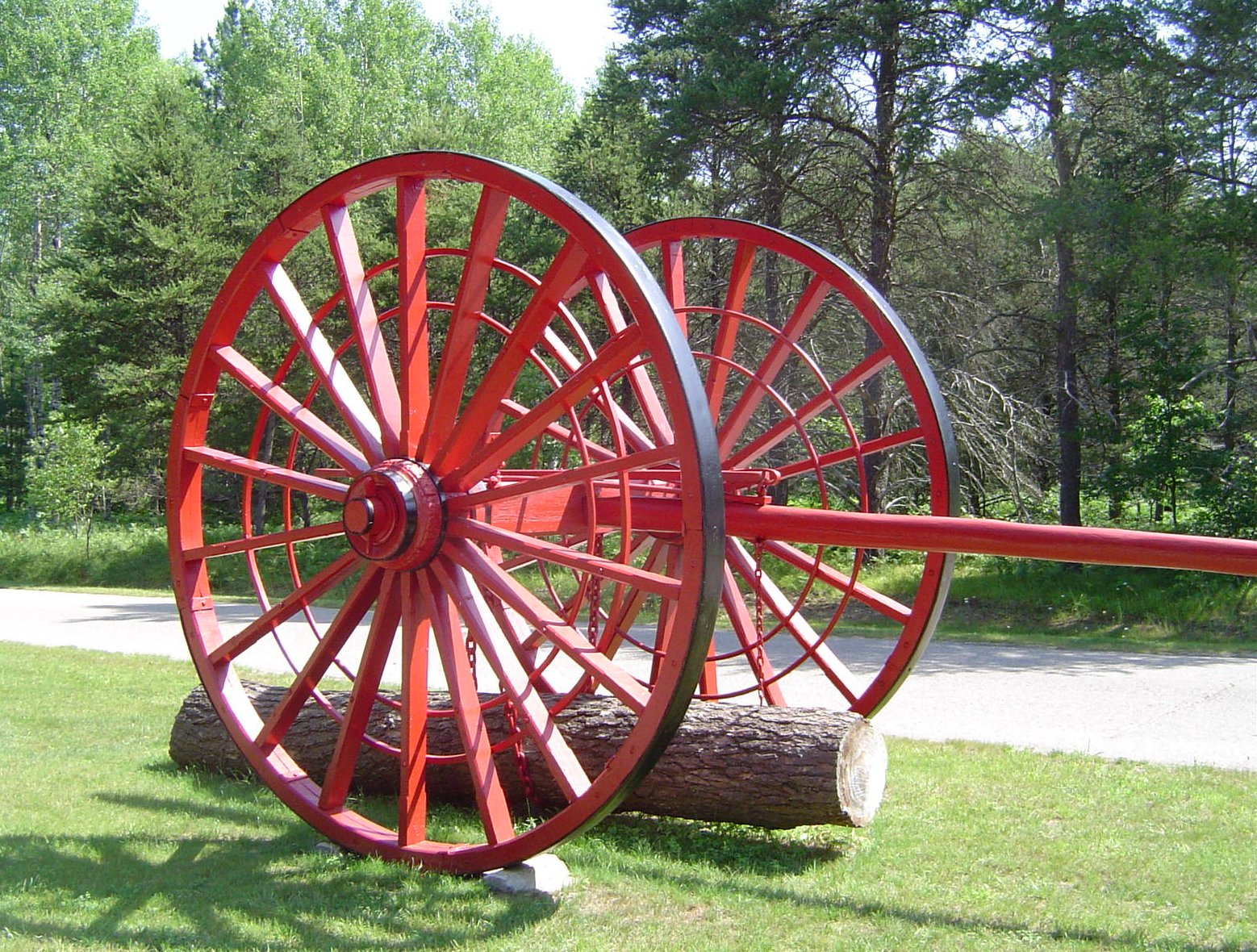
Un triqueballe.

Le triqueballe ou trinqueballe (les deux graphies sont admises) est un engin forestier, de type du fardier, qui sert au transport des troncs d'arbre ordinairement peu de temps après leur abattage au cours du débardage. Le tronc est suspendu par une chaîne au niveau de son centre de gravité afin qu'il soit en équilibre, ou qu'il soit le moins possible en contact avec le sol, la réduction des frottements diminuant l'effort fourni par l'animal de trait ou le tracteur.